# Biserica de lemn din Bidiu

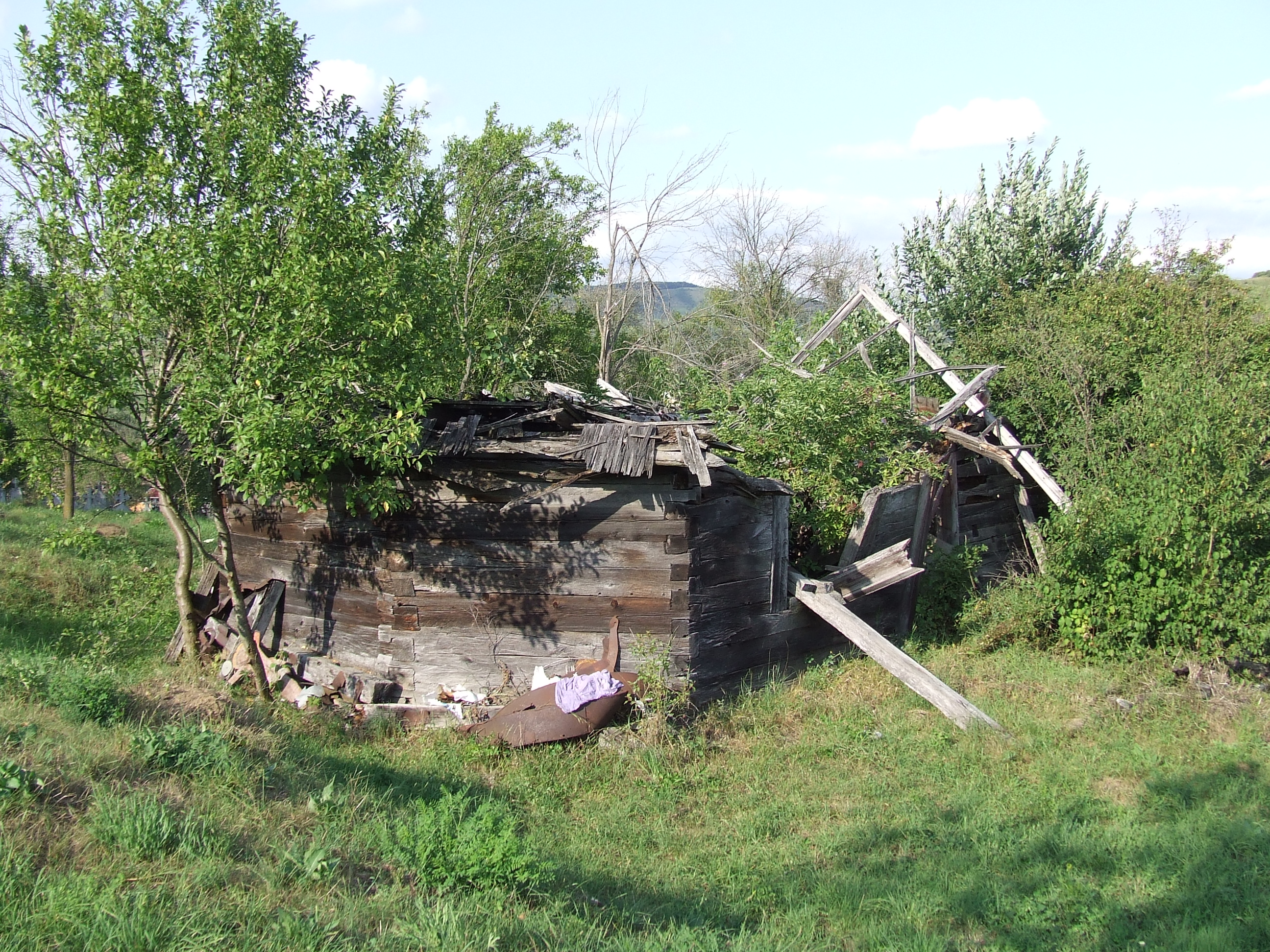
Ruinele bisericii de lemn din Bidiu, județul Bistrița-Năsăud. Vedere sud-vestică. Foto: 2009

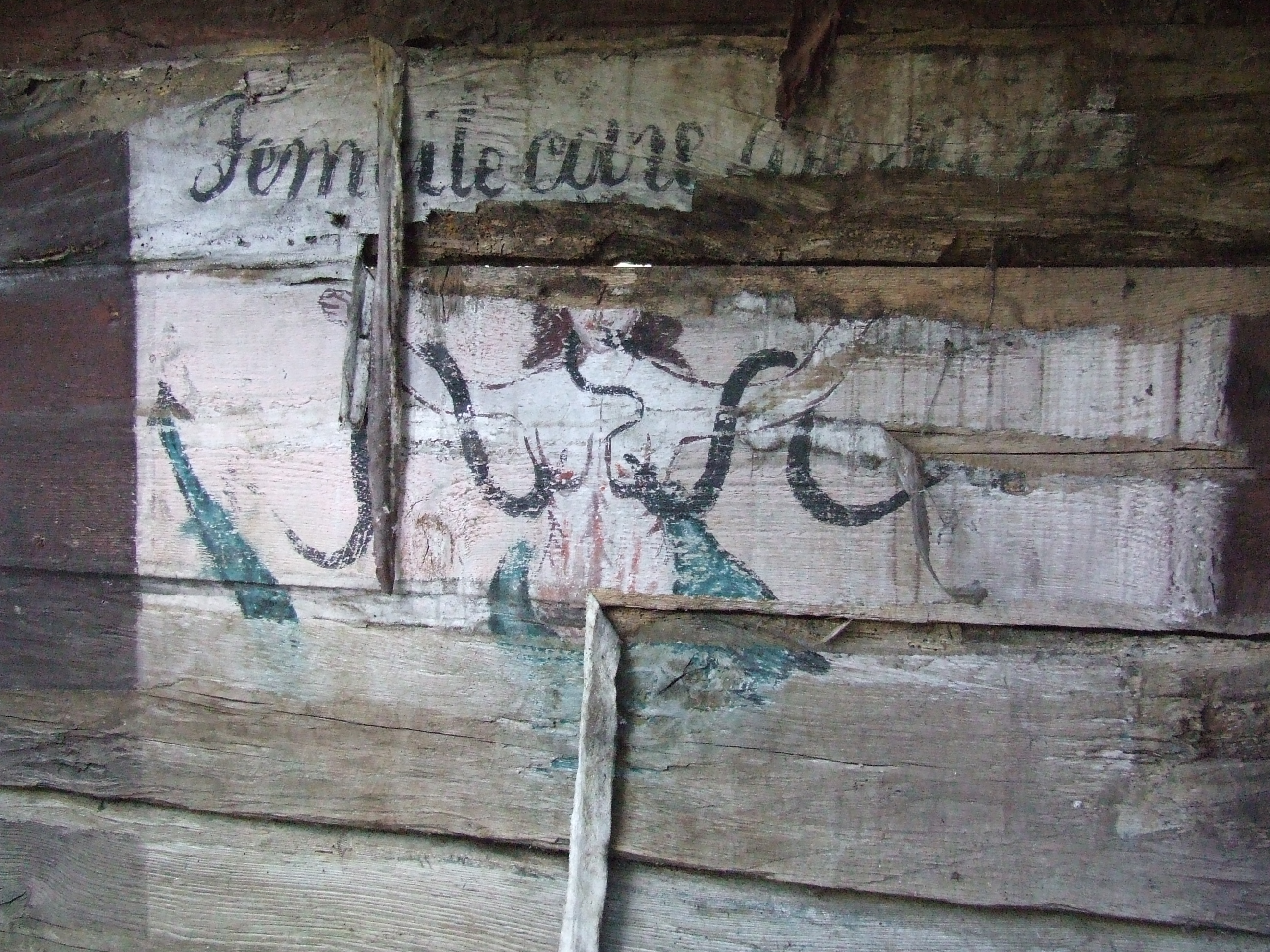
Biserica de lemn din Bidiu, județul Bistrița-Năsăud. Fragment de pictură păstrată în pronaos. Foto: 2009

Biserica de lemn din Bidiu, comuna Matei, județul Bistrița-Năsăud a fost construită în anul 1898.

## Istoric și trăsături
Localitatea Bidiu este înregistrată documentar în anul 1305 cu ocazia împărțirii bunurilor între membrii familiei nobiliare, în care figura și moșia Bodyn (Bidiu). Satul a aparținut până în 1918 de Comitatul Dăbâca, apoi până în 1926 de județul Someș, iar apoi a fost arondat județului Bistrița-Năsăud. Prima biserică despre care vorbesc izvoarele istorice, a existat în partea satului numită „Pădurice” prin secolul XVII, fiind construită din lemn de stejar. Ruinele ei se mai observau în secolul XIX. În anul 1898 s-a construit o nouă biserică, de asemenea, din lemn. Biserica a fost abandonată de comunitate după construirea, în perioada 1967-1974,  unei biserici noi din cărămidă, înzestrată cu pictură. Vechea biserică de lemn este în stare de ruină și mai păstrează urme de pictură parietală. 

## Galerie de imagini

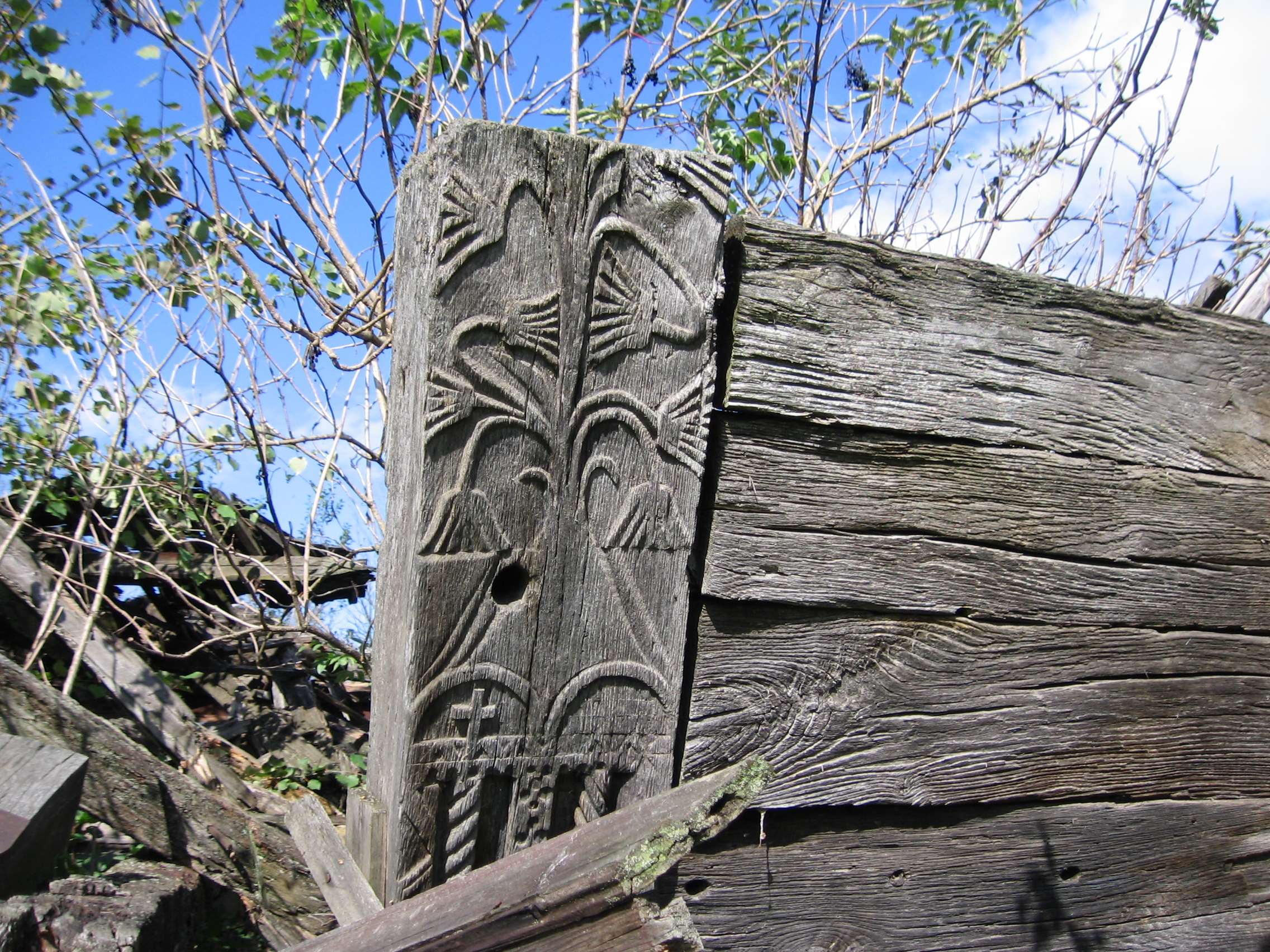
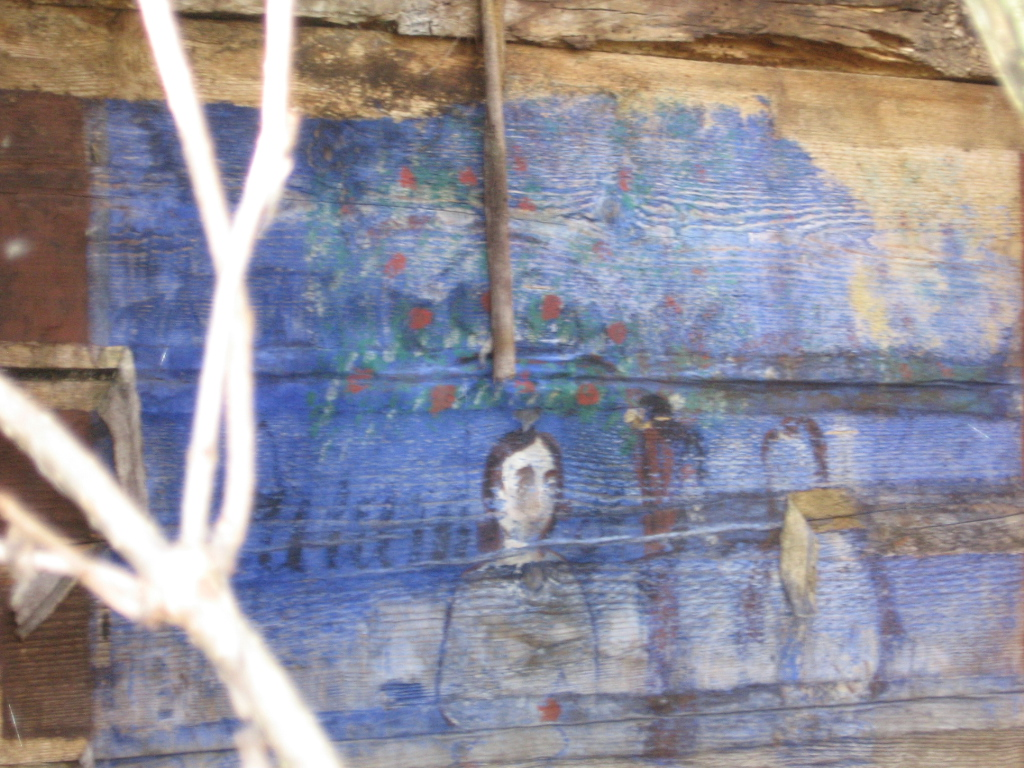
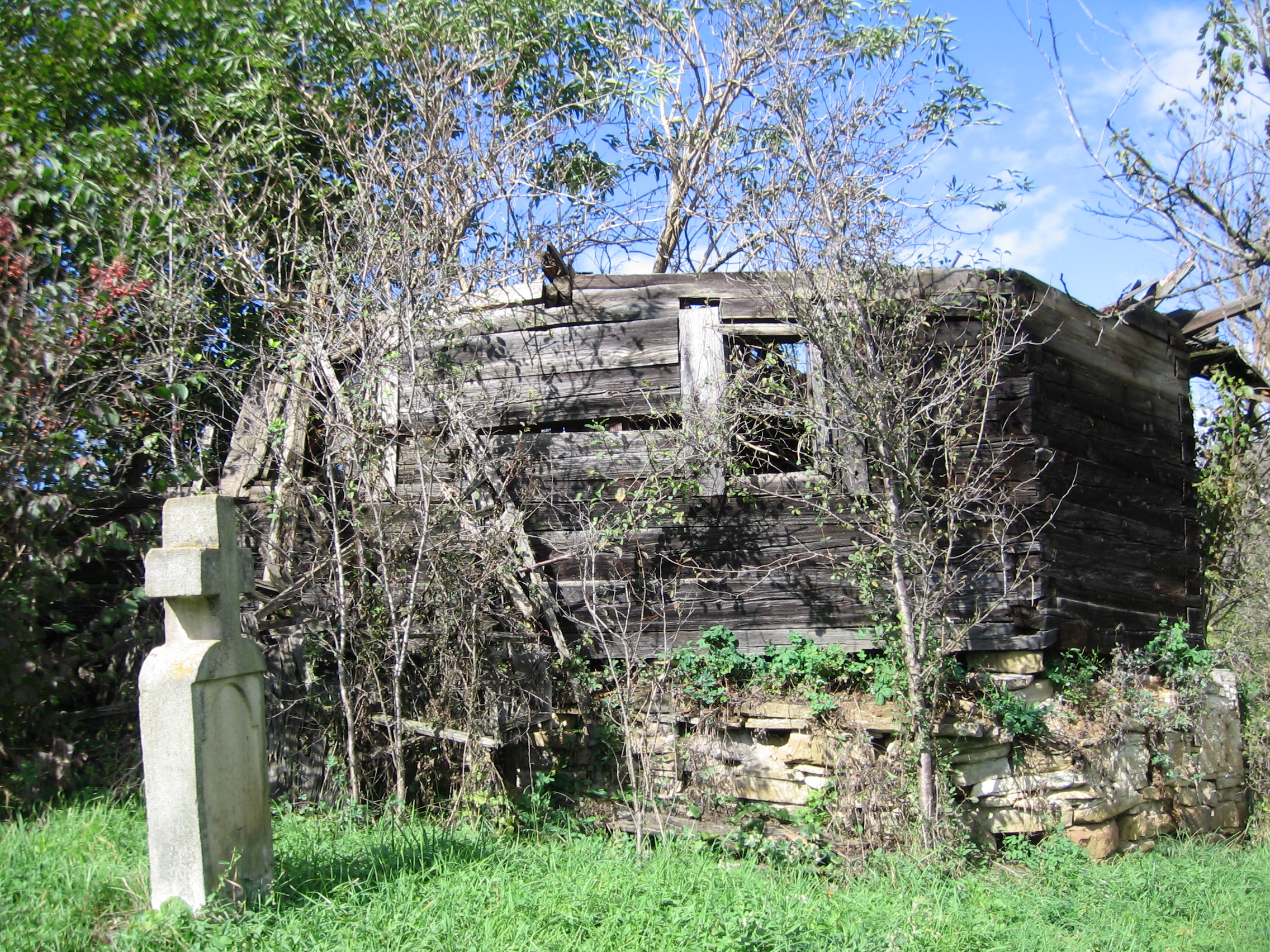